# Hyperolius atrigularis
Hyperolius atrigularis és una espècie de granota de la família dels hiperòlids que viu a la República Democràtica del Congo.